# Academia de Artes da Islândia
A Academia de Artes da Islândia (em islandês:  Listaháskóli Íslands  PRONÚNCIA) é uma instituição de ensino superior que oferece educação em belas artes, teatro, música, dança, design, arquitetura e educação artística. Foi fundada em 21 de setembro de 1998, em Reykjavík.

## Departamentos
A universidade conta com 7 departamentos:

- Departamento de Arquitetura
- Departamento de Design
- Departamento de Artes Cinematográficas
- Departamento de Educação Artística
- Departamento de Belas Artes
- Departamento de Música
- Departamento de Artes Cénicas